# Preconsciente
El término preconsciente alude a  un concepto definido por Sigmund Freud que sirve para designar un sistema del aparato psíquico intermedio entre los otros dos sistemas (inconsciente y consciente). El conjunto de los tres sistemas conforma su primer modelo topográfico de la psiquis. Con este término, Freud quiso designar un área no consciente del psiquismo humano que debe diferenciarse en sentido estricto del sistema inconsciente.

## El preconsciente sustantivo y la delimitación entre los sistemas
Freud definió los tres sistemas mencionados dentro de los marcos de su primera tópica. Aquí el preconsciente es un sustantivo y se describe como un área en la que se encuentran contenidos que si bien no son idénticos a los que están directamente en el campo de la consciencia, el sistema consciente, de acuerdo con determinadas reglas, puede acceder a ellos.
Los contenidos inconscientes pueden pasar al sistema preconsciente solo si logran salvar la barrera estricta de la censura existente en el deslinde entre ambos sistemas. Ello solo puede ocurrir a través de transformaciones y disfraces del material inconsciente. En la frontera entre el preconsciente y el sistema consciente existiría también una frontera de acuerdo con la teoría de Freud, pero ella sería más fácilmente franqueable. Las transformaciones que sufre el material inconsciente constituyen el simbolismo de los sueños y de otras formaciones del inconsciente, cuya significación puede ser dilucidada y explicada a través de la interpretación analítica.

## Desarrollo ulterior del concepto preconsciente como adjetivo
En la obra freudiana posterior, en el marco de la segunda tópica, consistente en la descripción de un modelo compuesto por tres instancias psíquicas (Ello, Yo y Superyó), el concepto de preconsciente pasa a ser utilizado más bien de manera adjetiva (calificando procesos) y menos tópica (referida a un lugar en el que ocurren).  “Preconsciente” pasa entonces a designar a aquellos procesos psíquicos, eventos, operaciones y contenidos que escapan a la consciencia presente y que estando en lo esencial amarrados al yo, pertenecen a sus partes inconscientes, sin ser propiamente parte del sistema inconsciente.
La importancia central que Freud le asignaba inicialmente a establecer la distinción entre preconsciente e inconsciente está relacionada con su revolucionaria definición del inconsciente, que se aleja de la idea vigente en su época (inconsciente como mera ausencia de conciencia) para pasar a describir un sistema psíquico que obedece a leyes completamente diferentes.